# Marinewerft Maizuru

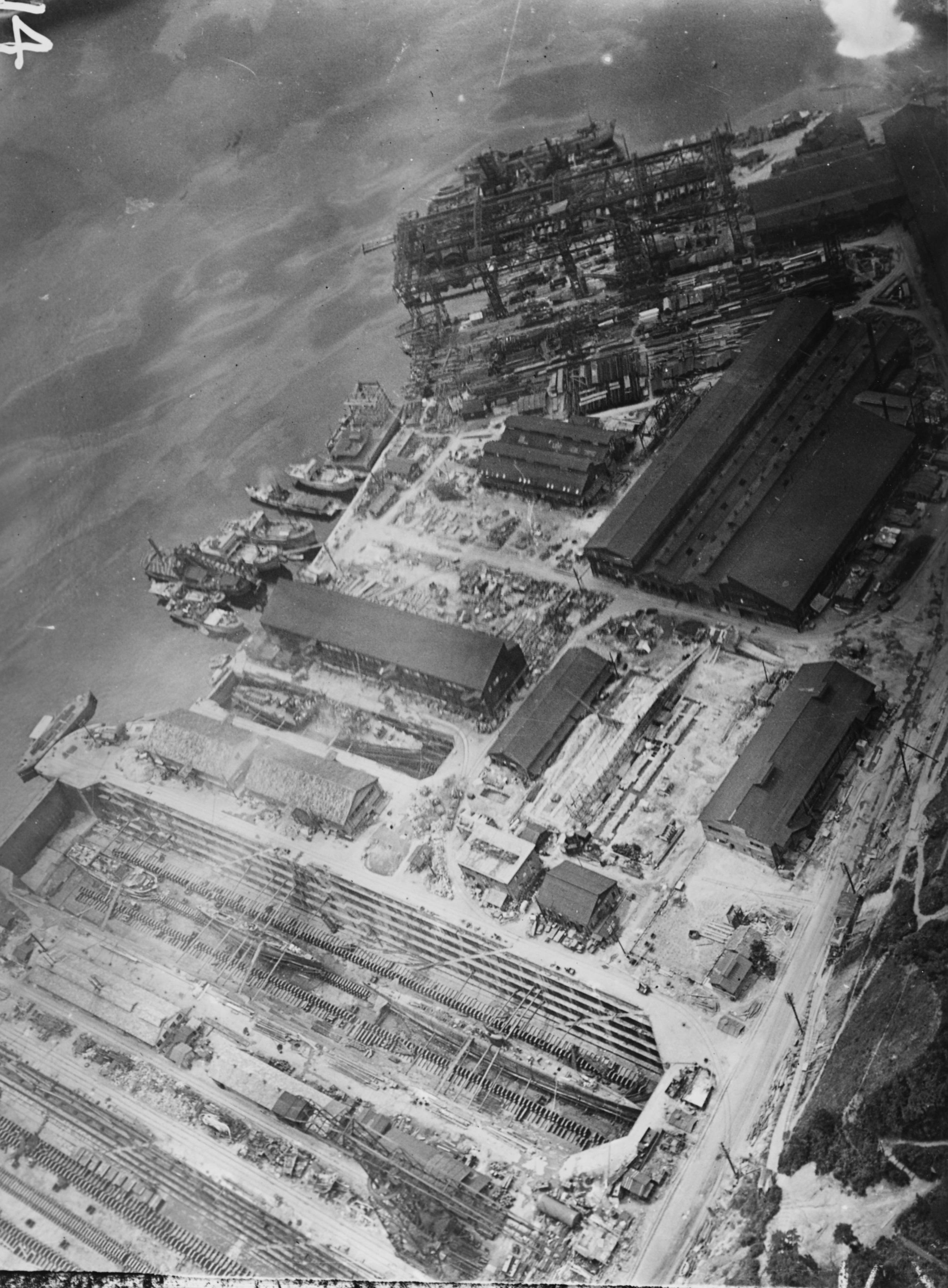
Marinewerft Maizuru, 1945

Die Marinewerft Maizuru (japanisch 舞鶴海軍工廠 Maizuru Kaigun Kōshō) war eine von vier großen Marinewerften, die der Kaiserlichen Japanischen Marine gehörten und von ihr betrieben wurden.

## Geschichte
Der Marinestützpunkt Maizuru (舞鶴鎮守府, Maizuru chinjufu) wurde schon im Jahre 1889 gegründet und war für die Verteidigung von Kyūshū bis zur Westküste von Hokkaidō verantwortlich. Im Jahre 1901 wurde mit der Errichtung eines Trockendocks die Marinewerft gegründet und durch das Hinzufügen von Ausrüstung und dem Ansiedeln von Einrichtungen für die Schiffsproduktion wurde 1903 die Marinewerft Maizuru offiziell gegründet. 1904 und 1914 wurden zwei weitere Trockendocks fertiggestellt, wovon das Dock Nr. 3 aus 1914 damals das größte Trockendock Japans war. Nach dem Washingtoner Flottenabkommen 1923 gab es im japanischen Marineministerium Diskussionen über die Schließung der gesamten Anlage und so wurde sie zum großen Teil eingemottet, Maizuru wurde zu einem einfachen Hafen und die Werft zu einem 'Reparaturbetrieb'. Erst im Jahre 1936 wurde aus dem Reparaturbetrieb wieder eine Marinewerft und in den Jahren danach konnten auch Schiffe, Flugzeuge und andere Waffen für das Militär gebaut werden. Die Werft spezialisierte sich auf Schiffe bis zur Größe von Zerstörern.
Nach dem Zweiten Weltkrieg übernahm die Firma Iino Sangyo die Schiffswerft. 1953 wurde daraus die 'Iino Heavy Industries', 1963 übernahm die Hitachi Zosen Corporation (日立造船株式会社, Hitachi Zōsen Kabushiki-kaisha) die 'Iino Heavy Industries' wurde zur 'Maizuru Heavy Industries'. 1971 gab es einen Zusammenschluss mit der Hitachi Zosen Corporation und 2002 gliederte Hitachi Zosen den Schiffbau in ein Joint Venture mit JFE Engineering unter dem Namen Universal Shipbuilding Corporation aus. Am 1. Januar 2013 schloss sich die Universal Shipbuilding Corporation mit der IHI Marine United Inc. zusammen und wurde zur Japan Marine United, dem zweitgrößten japanischen Schiffbauer.
Der ehemalige Hauptsitz und einige mit den Werften verbundene Lagerhäuser werden von der Stadtverwaltung von Maizuru als Museen erhalten. Die Trockendocks aus der Vorkriegszeit und einer der großen Kräne sind noch heute in Betrieb.

## In der Marinewerft Maizuru gebaute Zerstörer

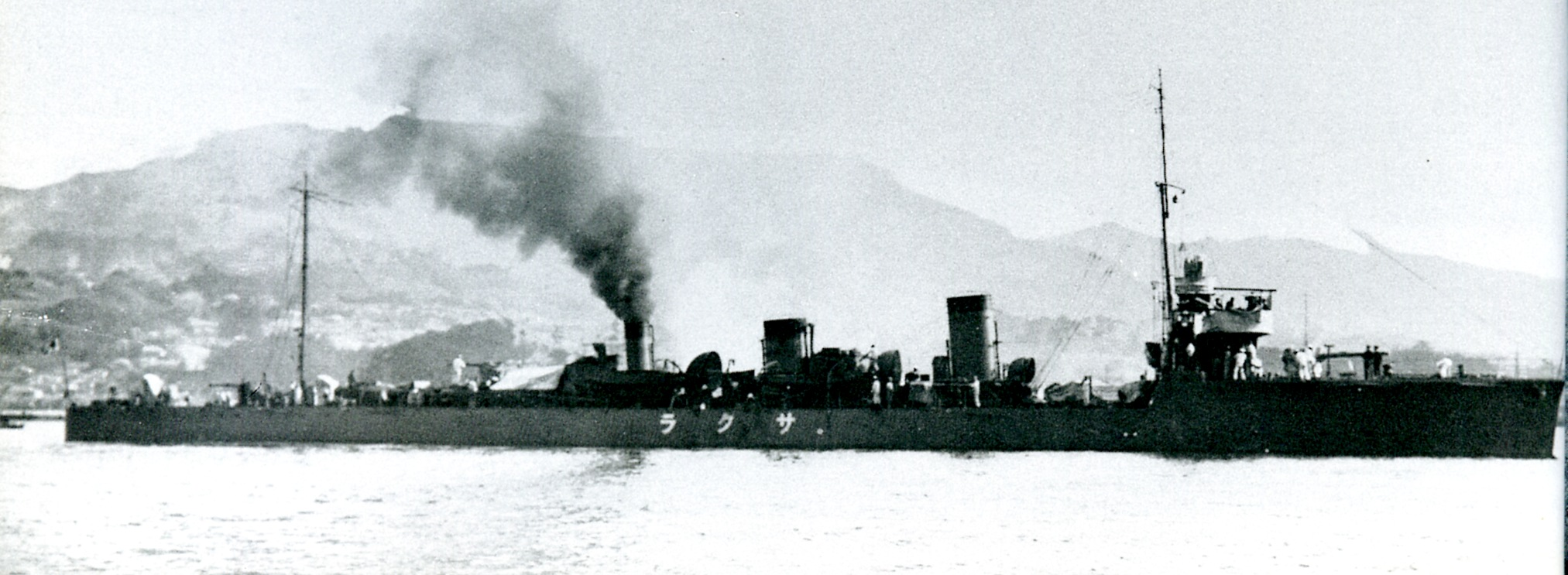
Zerstörer Sakura in Sasebo (1918)

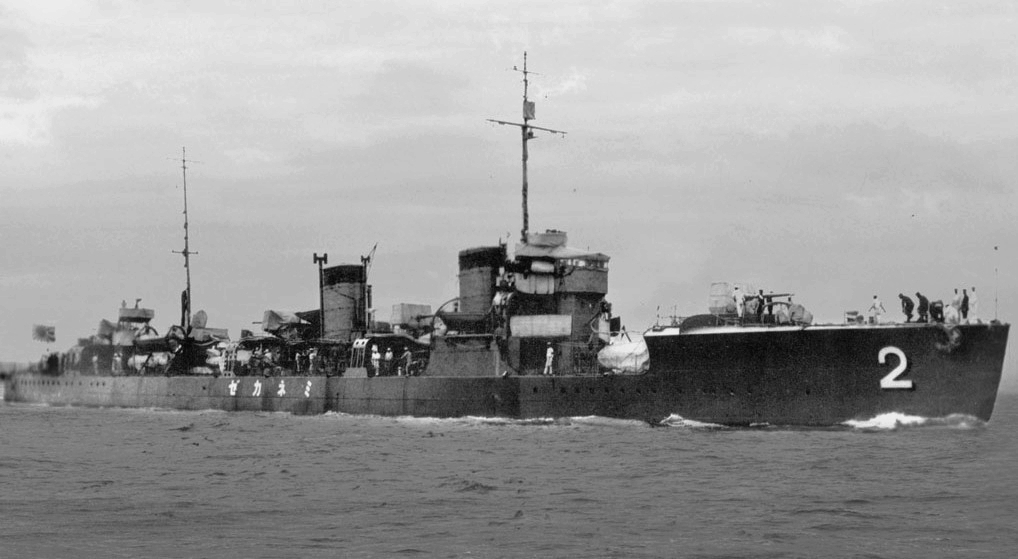
Minekaze in Yokosuka, 30. August 1932

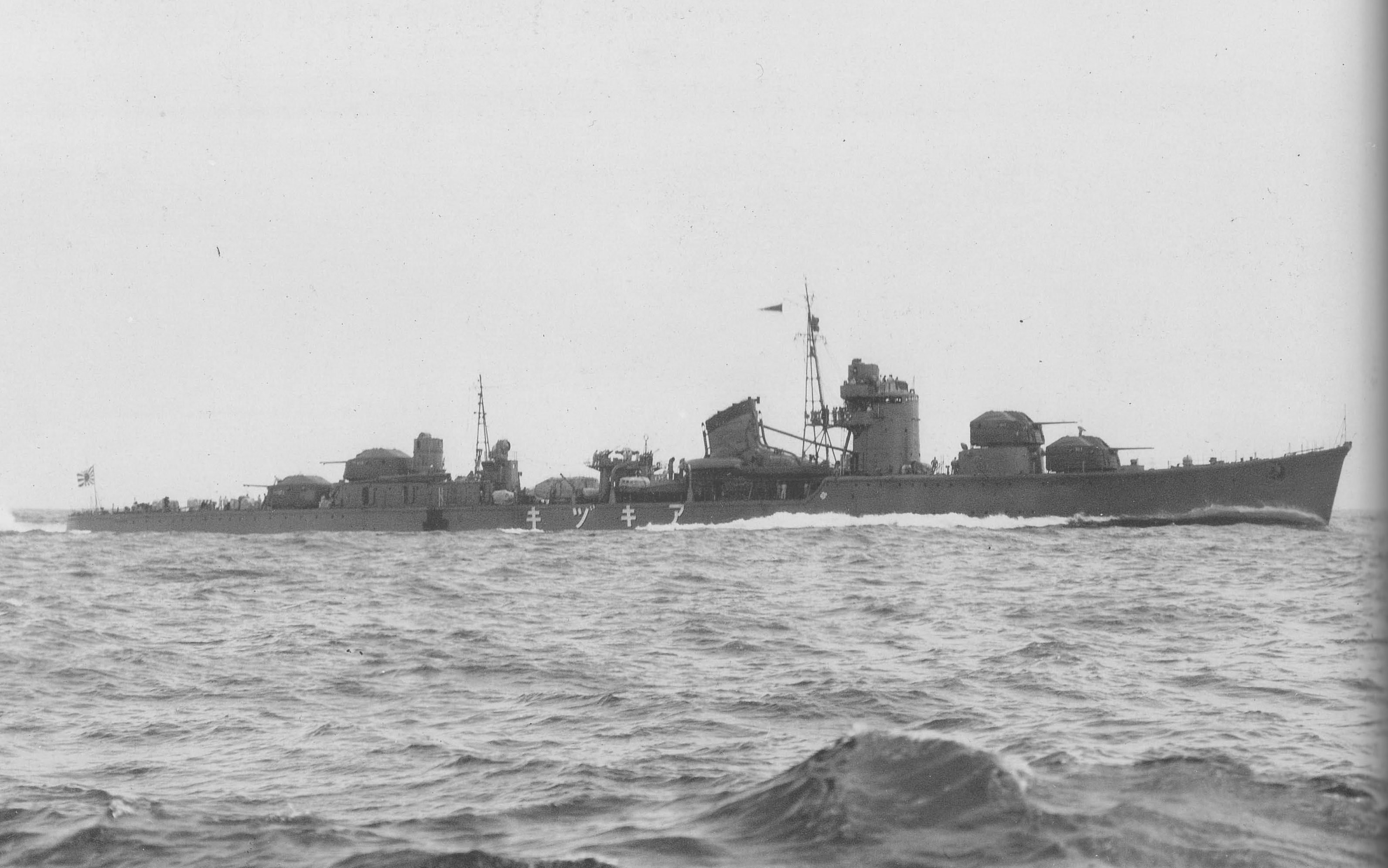
Die Akizuki bei Probefahrten in der Bucht von Miyazu im Mai 1942.

- Kamikaze-Klasse (1905): Oite, Yūnagi, Uranami, Isonami, Ayanami
- Umikaze-Klasse: Umikaze
- Sakura-Klasse: Sakura, Tachibana
- Kaba-Klasse: Kaede
- Arabe-Klasse: Marocain, Sakalave
- Momo-Klasse: Kashi, Hinoki
- Enoki-Klasse: Enoki
- Minekaze-Klasse: Minekaze, Okikaze, Shimakaze, Nadakaze, Shiokaze, Tachikaze, Hokaze, Nokaze, Namikaze, Numakaze
- Wakatake-Klasse: Kuretake
- Kamikaze-Klasse (1922): Harukaze, Matsukaze, Hatakaze
- Mutsuki-Klasse: Kisaragi, Kikuzuki
- Fubuki-Klasse: Fubuki, Hatsuyuki, Shikinami, Yūgiri, Sazanami, Hibiki
- Hatsuharu-Klasse: Yūgure
- Shiratsuyu-Klasse: Harusame, Umikaze
- Asashio-Klasse (1936): Ōshio, Arare
- Kagerō-Klasse: Kagerō, Oyashio, Amatsukaze, Nowaki, Arashi
- Yūgumo-Klasse: Yūgumo, Makinami, Hayanami, Hamanami, Okinami, Hayashimo
- Akizuki-Klasse (1942): Akizuki, Hatsuzuki, Fuyutsuki, Hanazuki
- Shimakaze
- Matsu-Klasse: Matsu, Momo, Maki, Kaya, Tsubaki, Nire, Shii, Enoki, Odake, Hatsuume